# Barokk gitár
A barokk gitár a gitárnak a barokk zenében használt változata. Ez a pengetős hangszer a mai klasszikus gitárnál kisebb, hosszúkásabb testformájú, öt húrpárja, vagy négy dupla és egy szimpla húrja van. A 16. század végétől a 18. század végéig szinte változatlan formában volt használatban elsősorban műkedvelő hangszerként, de szerepet kaphatott a barokk zenekarok continuo-szólamában is. 

## Kialakulása
A barokk gitár úgy jött létre, hogy valamikor a 16. század utolsó negyedében Spanyolországban az addig négy kórusos gitárt elkezdték egy ötödik kórussal, húrpárral kiegészíteni. Gaspar Sanz szerint Vicente Espinel volt ennek kezdeményezője, de tény, hogy az első ilyen hangszerre írt tabulatúra 1586-ban jelent meg. Az első ismert gitárelméleti művet Juan Carlos Amat orvos 1596-ban írta az öt kórusos gitárról. Barokk gitárra Itáliában adták ki a legtöbb tabulatúrát, de Spanyolországban, Franciaországban is megőrizte népszerűségét, és német földön is közkedvelt lett.

## Leírása

### Felépítése
A barokk gitár megőrizte elődje, a négy kórusos reneszánsz gitár főbb vonásait, a hosszúkás, középen karcsúsodó testformát, a kávás építési módot, a díszes rozettával díszített középső helyzetű hanglyukat, a lantoknál alkalmazott csomózásos rendszerű, tetőre ragasztott húrlábat. A bélhúrok behangolására már minden esetben a lapos hangolófejen lévő hátsó állású fakulcsok szolgálnak. A fogólap bundozott, az érintők vagy a nyakra hurkolt bélhúrok, vagy rögzített fa-, csont- vagy fémbundok. A 18. század elejéig még esetenként domború, szelvényekből összeállított háta volt, később a mai gitárokra jellemző lapos hát vált uralkodóvá.

### Hangolása, játékmódja
A reneszánsz gitár c – f – a – d' hangolását egy ötödik, alsó G húrpárral egészítették ki, majd az egész hangolást egy hanggal megemelték, így alakult ki a barokk gitár A – d – g – h – e' hangolása, amely már megegyezik a mai gitárok felső öt húrjának hangolásával. Fontos megjegyezni, hogy az egyes húrcsoportok oktávhelyzete kortól, országtól, szerzőtől függően többféle lehetett, a mélyebb húrpárok húrjai uniszónó helyett néha oktávhangolásúak voltak.
| Szerző                          | Hangolás (a magasaktól a mélyek felé) |
| ------------------------------- | ------------------------------------- |
| Gaspar Sanz (Spanyolország)     |                                       |
| Robert de Visée (Franciaország) |                                       |
| Girolamo Montesardo (Itália)    |                                       |

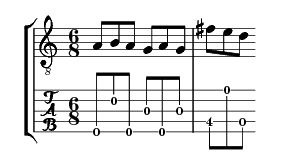
Gaspard Sanz: Canarios, példa a campanella technikára

A barokk gitáron való játék két fő típusa a punteado, amikor a húrokat – a hüvelykujj, a mutatóujj és a nagyujj segítségével – egyenként szólaltatják meg, és a rasgueado, amikor a fogólapon lefogott akkordot a kéz összes ujja egyszerre üti meg. A megszólaltatás e két módja egymással is kombinálható.
A Gaspar Sanz-féle hangolásnál megfigyelhető, hogy a húrokat végigpengetve hangmagasságuk nem folyamatosan emelkedő, ahogy a mai gitárnál megszokott, hanem egy helyen lefelé ugrik, majd újra emelkedik. Ezt francia kifejezéssel rentrant hangolási módnak hívják. Ez lehetővé teszi, megkönnyíti az úgynevezett campanella technikát, amivel az egymás utáni hangok – két különböző húron felváltva pengetve – egymásba úsztathatók, tehát az új hang megszólalása közben az előző hang lecsengése folytatódhat, szemben azzal a technikával, mikor a dallamot egyetlen húron játszva a következő hang lefogása egyben letompítja az előzőt. Ezt a játékmódot egyes dél-amerikai népi pengetős hangszereken, például a charangón ma is alkalmazzák.

## A barokk gitár mesterei

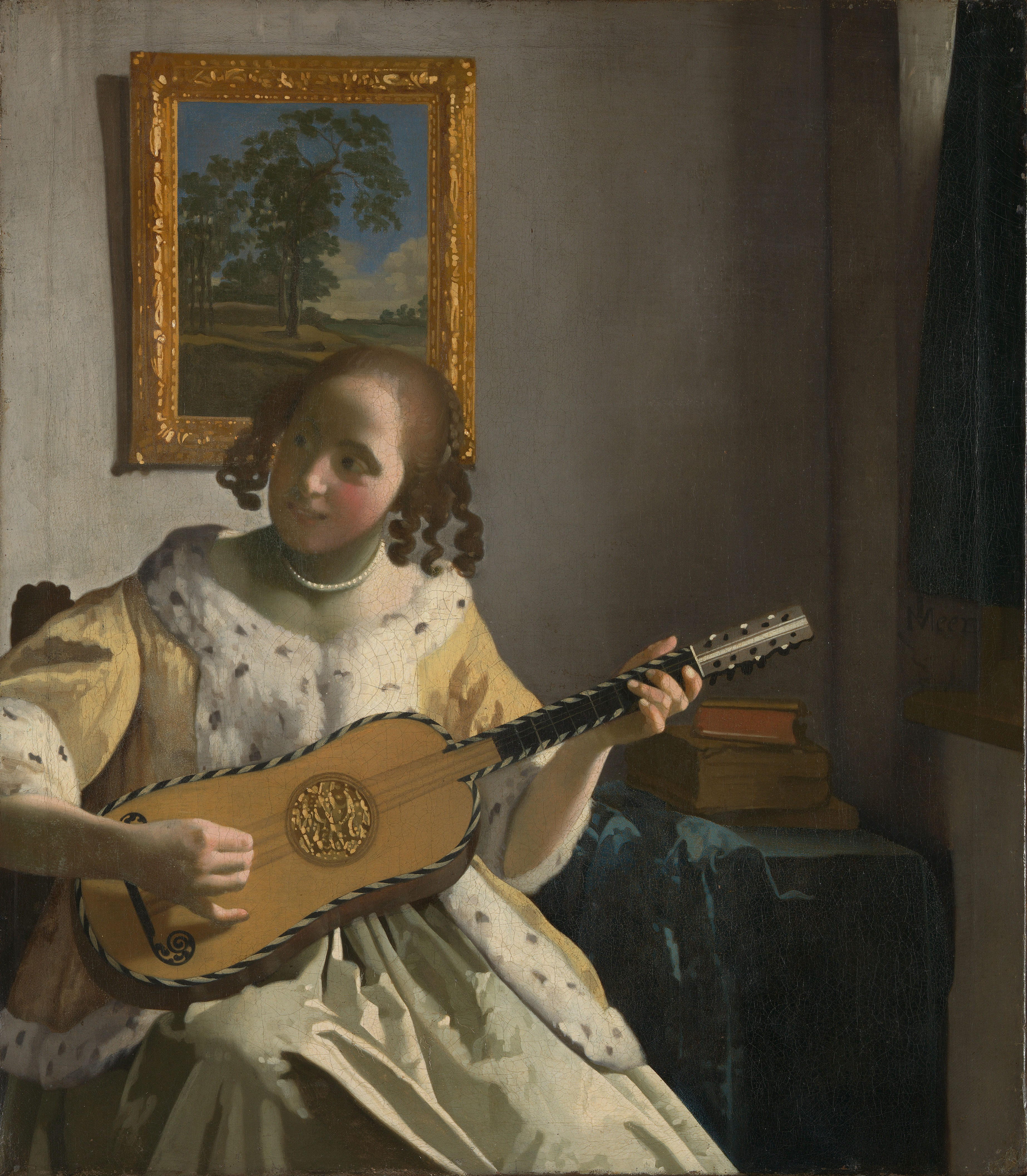
Barokk gitár Jan Vermeer van Delft festményén (kb. 1672)

### Zeneszerzők
Franciaország
- François Campion (kb. 1688-1748)
- Francesco Corbetta (kb. 1620-1681)
- Henri Grenerin
- Robert de Visée (kb. 1658-1725)

Itália
- Giovanni Paolo Foscarini
- Giovanni Battista Granata
- Girolamo Montesardo
- Ludovico Roncalli

Spanyolország
- Francisco Guerau
- Santiago de Murcia
- Gaspar Sanz (1640-1710)

### Hangszerkészítők
- Domenico Sellas
- Joachim Tielke
- René Voboam